# Kylo Ren
Kylo Ren è un personaggio immaginario del franchise di Guerre stellari. Introdotto nel film del 2015 Star Wars - Il risveglio della Forza, è interpretato da Adam Driver. Kylo Ren è il nome scelto da Ben Solo, unico figlio dei personaggi della trilogia originale Ian Solo (Han) e Leila Organa (Leia). Sebbene addestrato da suo zio Luke Skywalker come Jedi, è stato sedotto dal lato oscuro della Forza a causa dell'influenza del Leader Supremo Snoke ed aspira ad essere potente come suo nonno, il signore dei Sith Dart Fener (Vader).
Ren è inoltre il capo dei Cavalieri di Ren, oltre che un comandante e successivamente il Leader Supremo del Primo Ordine, un'organizzazione nata dalle ceneri dell'Impero Galattico. Appare anche ne Gli ultimi Jedi (2017) e L'ascesa di Skywalker (2019), nonché in media e merchandising correlati.

## Biografia del personaggio

### Il risveglio della Forza
Il personaggio compare per la prima volta nel film Star Wars - Il risveglio della Forza, primo della trilogia sequel. Quando viene a conoscenza di una mappa che condurrebbe a Luke, fa di tutto per impadronirsene. Rapisce l'audace pilota della Resistenza Poe Dameron, il proprietario del droide, per ottenere informazioni sulla mappa, ma riesce solo a identificare il luogo in cui essa si trova assieme a BB-8: Jakku. Ispeziona tramite dei caccia TIE il pianeta, e individua il disertore del suo esercito, FN-2187, ma non gli dà molta importanza, cerca piuttosto di recuperare le informazioni, fallendo, infatti il droide scappa insieme al suo soldato ed a una ragazza del posto. Dopo molte ricerche individua nuovamente la loro posizione, e li attacca di persona sul pianeta Takodana, non riesce a prendere BB-8, ma cattura la ragazza che è con lui, ovvero Rey. La tortura mentalmente ma non trova le informazioni che sperava. Appena lascia la stanza in cui si trovava lei scappa, lui reagisce con ira chiamando le guardie e distruggendo tutto ciò che ha intorno. In seguito incontra suo padre, che lo chiama con il proprio nome, ovvero Ben Solo. Per cercare di sconfiggere la tentazione del Lato Chiaro, trafigge il padre, uccidendolo. A quel punto nota Rey e Finn che lo osservano, e li insegue, dopo aver ricevuto un colpo di balestra nel fianco da Chewbecca. A questo punto tramortisce la ragazza ed annienta Finn con un duello di spade laser. Rey si riprende e inizia a combattere con Ben, lasciandogli verso la fine del combattimento una cicatrice che gli parte dal collo fino ad arrivare al sopracciglio sinistro, venendo sconfitto, ma una voragine li costringe a dividersi. All'improvviso il pianeta Base Starkiller su cui si trovano inizia ad esplodere, e il destino di Kylo Ren è avvolto nel mistero: si sa solamente che è riuscito a fuggire insieme agli altri membri del Primo Ordine.

### Gli ultimi Jedi
In Star Wars - Gli ultimi Jedi, secondo capitolo della trilogia sequel, Kylo Ren è ancora alla ricerca di Luke Skywalker. L'aver perso il duello con la spada laser con Rey e l'aver ucciso il padre portano il giovane ad un tremendo conflitto interiore che viene immediatamente percepito dal Leader Supremo Snoke, il quale lo rimprovera di aver profondamente deluso le sue aspettative e lo deride per il suo continuo interesse nell'indossare una maschera (che è un evidente richiamo alla figura di suo nonno, del quale cerca disperatamente di emulare le gesta). In un impeto d'ira, distrugge furiosamente la maschera e, accompagnato da una squadra di piloti, si dirige all'attacco di alcune navi della Resistenza, su una delle quali vi è anche sua madre. Percepita la sua presenza, decide però di non fare fuoco. Nel frattempo, la sua mente inizia ad entrare in contatto con quella di Rey: ognuno di loro ha una chiara visione dell'altro, con il quale può dialogare. La ragazza è profondamente convinta che vi sia un conflitto interiore in lui, e vuole fare di tutto per riportarlo al lato chiaro; d'altra parte, Kylo cerca di attrarre a sé la giovane sfruttando il suo desiderio di apprendere di più sull'uso della Forza ed offrendosi come guida. Per dissuaderla dal rimanere con Luke, le racconta della notte in cui lui, ancora apprendista Jedi dello zio, scappò dopo che quest'ultimo, impaurito dal lato oscuro crescente nel nipote, aveva per un solo istante pensato di ucciderlo mentre dormiva. Le visioni tra i due diverranno di volta in volta sempre più reali, tanto che ad un certo punto i due arriveranno addirittura a toccarsi la mano l'uno dell'altra, nonostante non si trovino nello stesso luogo. Rey sceglie così di partire e farsi deliberatamente catturare dal primo ordine per poter parlare direttamente con Kylo. Davanti a Snoke, la giovane apprendista Jedi viene torturata al fine di ottenere informazioni sull'ubicazione di Skywalker; appreso ciò che vuole, il Leader Supremo la pone davanti a Kylo con l'ordine di abbatterla. Quando ormai sembra finita per Rey, inaspettatamente Kylo usa la Forza per attivare l'arma Jedi di suo zio, che era stata confiscata a Rey e si trovava accanto alla poltrona di Snoke, e lo trafigge tagliandolo in due, in una scena simile a quella in cui suo nonno Dart Fener salvò suo zio Luke dalle grinfie di Darth Sidious. Inizia quindi un violento scontro a colpi di spade laser contro le guardie del corpo di Snoke, che finirà con la vittoria dei due. Pienamente convinta che il ragazzo abbia definitivamente cessato di essere Kylo Ren e sia tornato ad essere Ben Solo, Rey lo esorta a fermare l'attacco alle navi della Resistenza che stava avvenendo in quel momento, e solo allora lui le dichiara di essere intenzionato a stabilire un nuovo ordine nella galassia, offrendole la possibilità di governare con lui. La ragazza rifiuta, e fra i due inizia uno scontro con la Forza per attrarre a sé la spada laser di Luke, che, tirata alle due estremità, esplode facendo perdere i sensi a Kylo e consentendo a Rey di fuggire. Assunto il comando del Primo Ordine in qualità di nuovo Leader Supremo, Kylo prepara l'esercito per uno scontro di terra al fine di eliminare gli ultimi componenti della Resistenza sopravvissuti, fra i quali vi è anche la madre, che nel frattempo erano riusciti a scappare dalle navi nemiche e si erano rifugiati sul pianeta Crait lì vicino, sfruttando la presenza di una vecchia base ribelle. Egli stesso prende parte alla battaglia a bordo della sua nave, in volo sopra un gruppo di AT-M6, ed avanza con l'esercito verso la base nemica dando ordine di non fare prigionieri. Quando tutto sembra ormai finito, dall'ormai distrutta porta blindata della base compare Luke Skywalker, pronto a fronteggiare l'esercito del Primo Ordine da solo. In preda all'odio, Kylo ordina che ogni arma a loro disposizione in quel momento faccia fuoco sul Jedi, che però esce completamente illeso dalla sparatoria. Sceso quindi dalla nave, decide di affrontarlo in un duello con la spada laser. Dopo diversi colpi, il maestro Jedi abbassa la spada, spronando il nipote ad abbatterlo. Nonostante questi sferri un colpo fatale, Luke rimane in piedi, e a questo punto Kylo realizza la verità: quella che ha davanti a sé non è altro che un'illusione di Forza controllata a distanza dal Jedi, che nel mentre si trova in piena meditazione su Ach-To, l'isola nella quale il Jedi si era insediato e dalla quale non si era mai più spostato, messa in atto al fine di permettere ai pochi membri della Resistenza superstiti di fuggire. Il film si conclude con Kylo Ren al comando del Primo Ordine, deciso a continuare la guerra per eliminare definitivamente la Resistenza dalla galassia.

### L'ascesa di Skywalker
Un anno dopo la morte di Luke Skywalker, Kylo Ren è diventato ufficialmente il nuovo Leader Supremo del Primo Ordine, ed è disposto a qualsiasi cosa pur di sconfiggere la Resistenza una volta per tutte. Nel frattempo, raggiunge tramite un dispositivo il pianeta Exegol, dove si nasconde da molto tempo il malvagio Darth Sidious. Una volta raggiunto il pianeta, Ren incontra Sidious, e quest'ultimo gli promette di farlo diventare il nuovo Imperatore della galassia solo se ucciderà Rey. Per ottenere ciò che vuole, Kylo rintraccia Rey, e i due iniziano un nuovo scontro, che si conclude con Ren che decide di diventare alleato di Rey, dopo aver scoperto che sua madre, il generale Organa, è morta dopo aver cercato di riportare suo figlio al lato chiaro. Rey, dopo aver usato i propri poteri curativi su Kylo per guarire la ferita provocata dalla spada laser e la cicatrice sul volto infertagli tempo prima, gli confessa in lacrime che avrebbe voluto accettare la mano di Ben. A quel punto Kylo ha una visione di suo padre Ian a cui dice, proprio come ne Il risveglio della Forza, che suo figlio è morto, ma suo padre gli risponde dicendogli che Kylo Ren è morto ma suo figlio Ben è ancora vivo, così Ben getta la sua spada laser nell'acqua. Dopo che la Resistenza e Rey sono arrivati su Exegol, arriva anche Ben con un vecchio caccia TIE imperiale ed entra nella grotta dove si trova l'Imperatore. Mentre tenta di raggiungere Rey, viene bloccato dai Cavalieri di Ren, ma la ragazza, che è davanti all'Imperatore, passa la spada appartenuta a Luke e ad Anakin tramite la Forza a Ben che a quel punto affronta i Cavalieri di Ren, uccidendoli, e finalmente riesce a raggiungere Rey, ma viene scaraventato via giù per un dirupo da Palpatine. Tuttavia Rey, dopo la lotta contro l'Imperatore, viene ferita e cade a terra, morendo. A quel punto ricompare Ben il quale trasmette la sua ultima forza vitale a Rey, riportandola in vita. I due si baciano per la prima e unica volta. Ben ormai esausto cade a terra esanime e il suo corpo scompare insieme a quello di sua madre Leila. Alla fine del film Rey va su Tatooine e torna nella fattoria dei Lars dove nella sabbia seppellisce insieme le spade della famiglia Skywalker, ovvero quella di Leila e quella costruita da Anakin nelle guerre dei cloni e poi data a Luke da Obi-Wan Kenobi, e che ne Il risveglio della Forza Rey trova da Maz Kanata e infine brandita da Ben. Dopo aver creato la sua nuova spada laser, passa una donna anziana che le chiede chi sia e la ragazza, vedendo in lontananza gli spiriti di Luke e Leila, risponde dicendo di essere Rey Skywalker.

## Caratterizzazione
Nell'agosto 2015 Abrams disse a Empire: "Kylo Ren non è un Sith. Lavora al servizio del Leader Supremo Snoke, che è una figura potente nel lato oscuro della Forza". Abrams aveva precedentemente detto a Entertainment Weekly che il personaggio "ha assunto il nome Kylo Ren quando si è unito a un gruppo chiamato Cavalieri di Ren". Robbie Collin di The Daily Telegraph descrisse Ren come "un impetuoso, radicalizzato jihadista del lato oscuro, la cui spada laser rossa schizza e scoppietta violentemente come il suo carattere". Abrams osservò: "La spada laser è qualcosa che si è costruito da solo, ed è pericolosa, feroce e sfilacciata come il personaggio". The Telegraph spiegò anche che il carattere selvaggio ed irregolare di Ren e l'instabilità "angosciata" lo rendono pericoloso. Melissa Leon di The Daily Beast descrive l'uso della Forza di Ren come "formidabile", citando la sua capacità di fermare un colpo di blaster a mezz'aria, immobilizzare le vittime e sondare le loro menti contro la loro volontà.
Nell'agosto 2015 Kasdan dichiarò a Entertainment Weekly: "Ho scritto quattro film di Guerre stellari finora, e non c'è mai stato un personaggio simile a quello che interpreta Adam. Penso che vedrete qualcosa di nuovo per la saga", osservando che il personaggio è "pieno di emozioni". Abrams spiegò: "Penso che ciò che rende Ren così unico è che non è completamente formato come Dart Fener (...) Non è il tipico cattivo che si arriccia i baffi. È un po' più complesso di così". Driver dichiarò nel dicembre 2015 che, nonostante le somiglianze visive con Dart Fener, Ren è "diverso da qualsiasi cattivo che il franchise abbia visto". Spiegò:

## Concezione e sviluppo
J. J. Abrams richiese che la maschera di Ren fosse progettata per essere memorabile per un bambino. Nel marzo 2014 l'antagonista principale del film era noto al team di produzione solo come "Jedi Killer" e aveva subito numerosi tentativi di progettazione non approvati. Lo stesso mese, il design di Glyn Dillon per il costume del personaggio fu finalmente approvato. Secondo Abrams, "il design doveva essere un cenno alla maschera di Fener", e il concept designer Doug Chiang affermò che il personaggio "assume la personalità di Fener per perseguitare Luke". Secondo il costumista de Il risveglio della Forza Michael Kaplan:
Il casting di Driver nel film in un ruolo senza nome fu annunciato per la prima volta il 29 aprile 2014. Kylo Ren fu visto per la prima volta, ma non ancora nominato, nel teaser trailer di 88 secondi de Il risveglio della Forza pubblicato dalla Lucasfilm il 28 novembre, mentre impugnava una spada laser rossa frastagliata dotata di guardamano a croce. Il nome Kylo Ren fu rivelato da Entertainment Weekly nel dicembre 2014 in un mockup di figurine in stile Topps. Un servizio fotografico di Annie Leibovitz su Vanity Fair del maggio 2015 confermò che Driver avrebbe interpretato Kylo.
Secondo altri membri del cast, Driver è un attore metodico, il che significa che a volte rimaneva nel personaggio sul set e indossava la maschera tra una scena e l'altra. Driver spiegò che il suo obiettivo era "dimenticare di essere in Guerre stellari e trattarlo come qualsiasi altro lavoro pieno di tappe e problemi", perché dal punto di vista dei personaggi che vivono nell'universo del film, "Dart Fener è reale".
Nell'expanded universe [EU] inizialmente canonico poi non più dopo l'annuncio della nuova trilogia, Ian Solo e Leila hanno due figli, Jacen e Jaina (e successivamente un terzo), che rispecchiano le caratteristiche di Kylo e Rey. L'evoluzione di Jacen è la stessa che subisce Kylo passando al lato oscuro della forza.

## Accoglienza
Il personaggio e l'interpretazione di Driver hanno ricevuto un'acclamazione universale; Driver ha vinto un Saturn Award per Miglior Attore non protagonista nel 2016. Nel gennaio 2018, Kylo Ren è stato votato come il settimo miglior villain di sempre dai lettori di Empire. Molto affascinante è la sua natura conflittuale e la sua profondità, come anche il design del suo costume. Peter Bradshaw di The Guardian ha lodato il personaggio dicendo: "È meravigliosamente crudele, dispettoso e capriccioso e diversamente da Dart Fener ha un temperamento irascibile, distruggendo tutto con la sua spada laser". Terri Schwartz di IGN ha definito la performance di Driver "spettacolare", notando che "la sua interpretazione aggiunge grande profondità tanto che gli spettatori non smetteranno di pensare a lui all'uscita dalle sale". Facendo un paragone con Fener, Melissa Leon definisce Ren "un essere conflittuale tra oscurità e luce, rendendolo facilmente il personaggio più sfaccettato dell'intera saga e ciò lo rende un villain interessantissimo". Abrams ha detto a Entertainment Weekly, "è stata una grande gioia lavorare con Adam Driver sul ruolo, perche mette tutto se stesso nella parte". Todd McCarthy di The Hollywood Reporter dice: "Ren presenta un pronunciato complesso di inferiorità, un ragazzo intelligente e malvagio la cui evoluzione può portare a qualunque cosa". Peter Travers di Rolling Stone ha scritto: "Inizialmente l'intento sembrerebbe quello di emulare Fener, uno dei più grandi mostri della storia del cinema, ma grazie a Driver, che mette e toglie quella maschera, gli vengono conferiti contorni ipnotici e ossessivi".

## Altri media
Kylo Ren appare nella serie animata Star Wars Resistance doppiato da Matthew Wood.

### Romanzi
Kylo Ren è uno dei personaggi principali del romanzo del 2015 Il risveglio della Forza di Alan Dean Foster, adattamento dell'omonimo film.
Nel romanzo di Chuck Wendig del 2017 Star Wars: Aftermath: La fine dell'Impero viene dichiarato che Ben Solo è sul pianeta Chandrila lo stesso giorno in cui è stato firmato il trattato di pace tra i resti dell'Impero e la Nuova Repubblica Galattica (circa un anno dopo Il ritorno dello Jedi e 29 anni prima de Il risveglio della Forza. Kylo Ren viene menzionato anche nel romanzo del 2017 Star Wars: Phasma, che ha luogo prima di Episodio VII.

### Fumetti
L'autore di una serie a fumetti dell'era prequel su Dart Fener, Charles Soule, ha scritto un fumetto in quattro parti intitolato The Rise of Kylo Ren, il cui primo numero è uscito il 18 dicembre 2019 e che racconta la storia di come Ben Solo è divenuto Kylo Ren.